# Épreuves ou les malheurs d'un savetier
Épreuves ou les malheurs d'un savetier, estrenada en anglès com Tribulation or the Misfortunes of a Cobbler, és un curtmetratge mut de comèdia francès del 1908 dirigit per Georges Méliès.
El mateix Méliès apareix a la pel·lícula com el romà, al costat de dos dels seus col·laboradors freqüents: Fernande Albany com a mercader, i Manuel com a ferrador. Una guia de l'obra de Méliès de 1981 especulava que Manuel també podria haver dirigit la pel·lícula, assenyalant que coincideix amb el seu estil de posada en escena habitual. Els efectes especials de la pel·lícula es creen amb maquinària escènica, pirotècnia, escamoteigs, exposició múltiple i fosa.
La pel·lícula va ser venuda per la Star Film Company de Méliès, però no s'ha localitzat cap estrena francesa, títol en francès o número de catàleg. La pel·lícula ha estat coneguda a la beca almenys des de 1979, quan John Frazer el va descriure en un llibre sobre Méliès; tanmateix, Frazer la va identificar erròniament com una pel·lícula de Méliès diferent Le Nouveau Seigneur du village.